# غاري برادي
غاري برادي (بالإنجليزية: Garry Brady)‏ (7 سبتمبر 1976 بغلاسكو في المملكة المتحدة - ) هو لاعب كرة قدم بريطاني في مركز الوسط. لعب مع توتنهام هوتسبير ونادي بريتشين سيتي ونادي بورتسموث ونادي دندي ونادي سانت ميرين ونورويتش سيتي ونيوكاسل يونايتد.

## وصلات خارجية
- غاري برادي على موقع قاعدة بيانات كرة القدم.إي يو (الإنجليزية)
- غاري برادي على موقع Soccerbase.com (لاعب) (الإنجليزية)
- غاري برادي على موقع عالم كرة القدم.نت (الإنجليزية)